# 梧村垌农民武装起义旧址
梧村垌农民武装起义旧址，位于中国广东省湛江市廉江市吉水镇梧村垌村，为湛江市廉江市的一个市级文物保护单位，类型为近现代重要史迹及代表性建筑，公布时间为1981年11月12日。
梧村垌农民武装起义旧址的历史年代为抗日战争时期。